# زووله (ناحیه پراگ-غرب)
زووله (به چکی: Zvole) یک منطقهٔ مسکونی در جمهوری چک است که در ناحیه پراگ-غرب واقع شده‌است. زووله ۷٫۰۱ کیلومتر مربع مساحت و ۱٬۶۵۴ نفر جمعیت دارد.